# Kornmarkt-Center Bautzen
Das Kornmarkt-Center ist das größte Einkaufszentrum der Oberlausitz. Es wurde am 20. September 2000 auf dem namengebenden Kornmarkt in der Bautzener Altstadt eröffnet.

## Entwicklung
Zu Beginn der 90er Jahre war ein großer Teil der Bautzener Altstadt von „akutem Verfall“ bedroht. Unter anderem deshalb beteiligte sich die Stadt als eine von zwölf weiteren in Europa an einem Förderprojekt zur „Revitalisierung historischer Altstädte“. Als einige Jahre später die Voraussetzungen für Gebäudemodernisierungen oder Neubauten geschaffen worden waren, lobte Bautzen 1995 den bundesweiten städtebaulichen Wettbewerb „Kornmarkt“ aus, der zur Neugestaltung und Errichtung eines Einkaufs- und Dienstleistungscenters auf dem Platz dienen sollte.
Insgesamt 63 Arbeiten wurden im Sommer 1996 eingereicht, drei Jahre später begann schließlich die Umstrukturierung und Modernisierung des Kornmarktes. Unter anderem wurde ein Hochhaus abgerissen, das die Umgebung seit 1972 städtebaulich stark beeinträchtigt hatte. Die freie Fläche wurde zum einen begrünt, zum anderen als Parkplatz ausgebaut. Im angrenzenden Südbereich fand am 15. Februar 1999 der Spatenstich für das Kornmarkt-Center statt. Die Eröffnung war am 20. September 2000, das Investitionsvolumen belief sich auf ca. 51 Millionen Euro.

### Bürgerinitiative für Neubeplanung
Parallel zur städtischen Ausschreibung des städtebaulichen Wettbewerbs gründete sich 1996 eine Bürgerinitiative, die sich für eine Alternativnutzung des Kornmarktes einsetzte. Ebenso wie die Stadt stellte sie ihre Pläne in zahlreichen Foren vor. Dies führte dazu, dass genügend Unterschriften für einen Bürgerentscheid zusammen kamen, der im Dezember 1996 durchgeführt wurde. Jedoch wurde hierbei die erforderliche Stimmzahl für eine Neubeplanung verfehlt, so dass die Stadt am 18. Dezember positiv über ihre Bebauungspläne für den Kornmarkt beschloss.

## Beschreibung

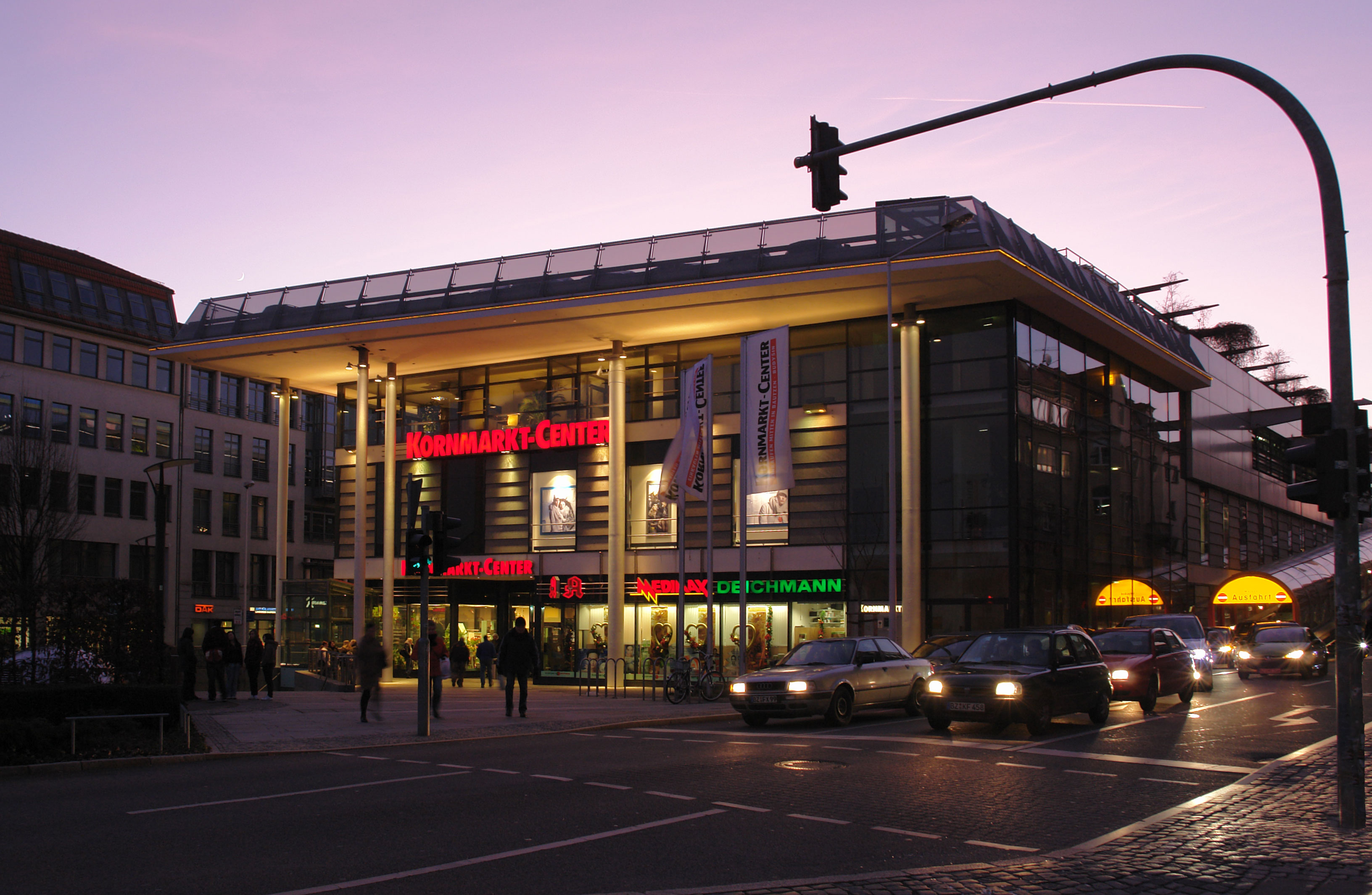
Kornmarkt-Center am Abend

Das Kornmarkt-Center verfügt über 70 Geschäfte, insgesamt sind im Betrieb 350 Angestellte beschäftigt. Textil und Hartwaren nehmen 50 Prozent der 9000 m² großen Verkaufsfläche ein, ansonsten gibt es unter anderem einen Branchenmix aus Sport, Gastronomie und Dienstleistungen. Bundesweit betrachtet fällt das Center in die Kategorie der mittelgroßen Einkaufszentren, in der Region Oberlausitz ist es allerdings das größte. Sein gesamtes Einzugsgebiet besteht aus rund 527.590 Einwohnern, im Schnitt kommen pro Tag 14.754 Besucher.

## Infrastruktur

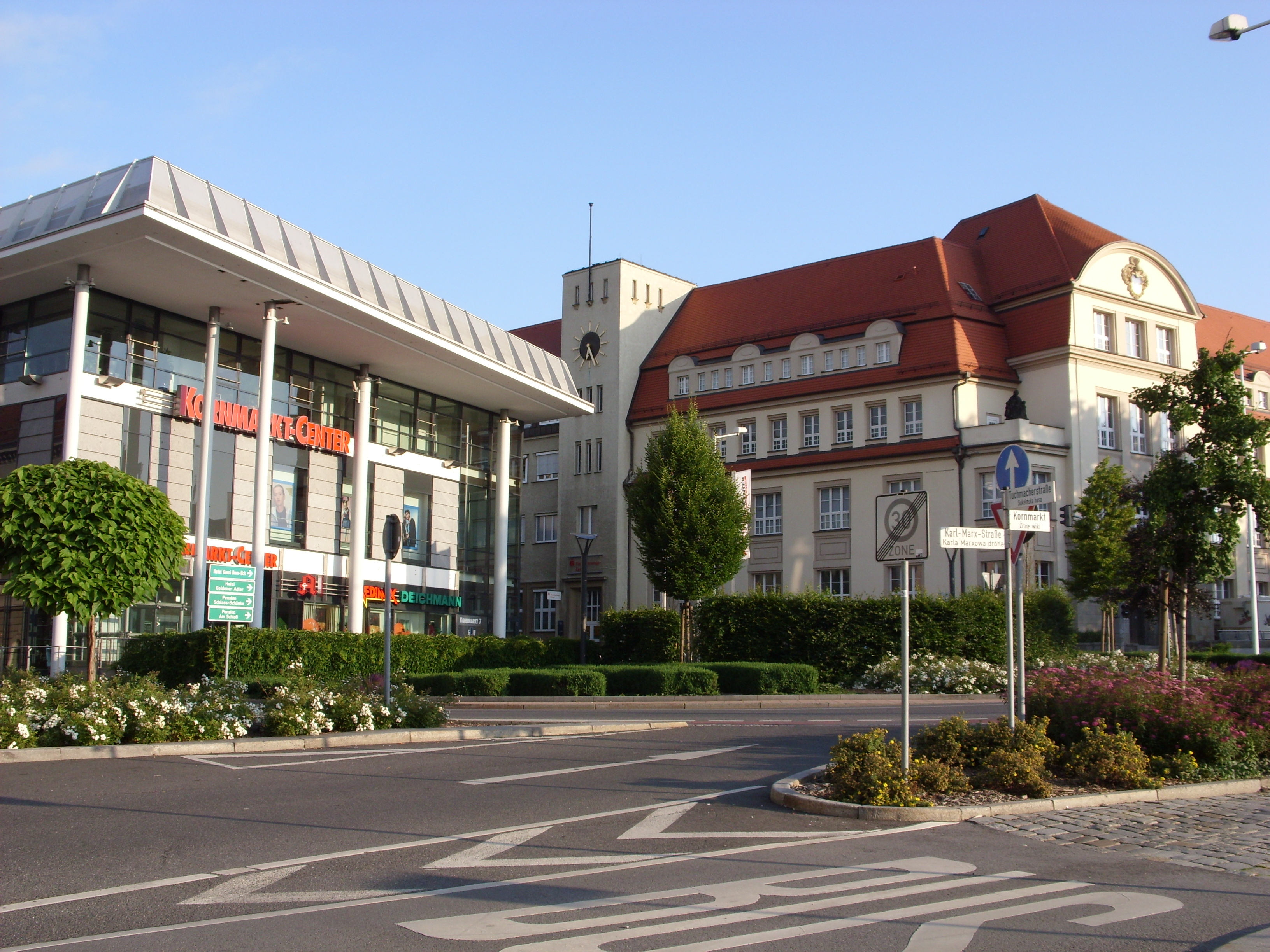
Einkaufszentrum und Stadtmuseum am Kornmarkt,
architektonische Kontraste

Das Einkaufszentrum ist an den ÖPNV angebunden, vor dem Gebäude befinden sich Haltestellen für den Stadt- und Regionalverkehr.
Das Parkhaus wird über die Schulstraße erreicht und bietet Platz für 330 PKW, es gibt 80 Fahrradstellplätze.

## Kritik
Forschungen über das Center zeigen eine deutliche Verschiebung der Käuferströme mit empfindlichen Auswirkungen auf die Innenstadtstruktur: 2006, also sechs Jahre nach Eröffnung des Centers, befanden sich über 40 % aller innerstädtischen Einzelhandelsflächen im Kornmarkt-Center. Zwar hatten die im Südwesten angrenzenden Geschäftslagen von der Centerentwicklung profitiert, allerdings mussten zahlreiche andere Geschäfte schließen oder ihren Unternehmenssitz verlagern. Vor allem die Textilbranche war davon betroffen: Die Anzahl der Betriebe in Bautzen nahm von 67 auf 47 ab. 
Der Leerstand von Ladenlokalen im 300-Meter-Umkreis um das Center hatte seit dessen Eröffnung „flächenhaft“ zugenommen. Hinzu kommt laut Kritikern, dass die Erreichbarkeit des Centers sehr attraktiv sei, die Verbindung zur angrenzenden Innenstadt jedoch nicht gut genug umgesetzt. Außerdem würden die Parkhäuser im restlichen städtischen Gebiet nicht annähernd so gut angenommen wie das des Centers. Als weitere Kritikpunkte gelten unter anderem die mangelnde architektonische Eingliederung des Centergebäudes in die Altstadt, der hohe Filialisierungsgrad und die durch das Center verursachte Störung des gesellschaftlichen Friedens.